# Roland Reiss

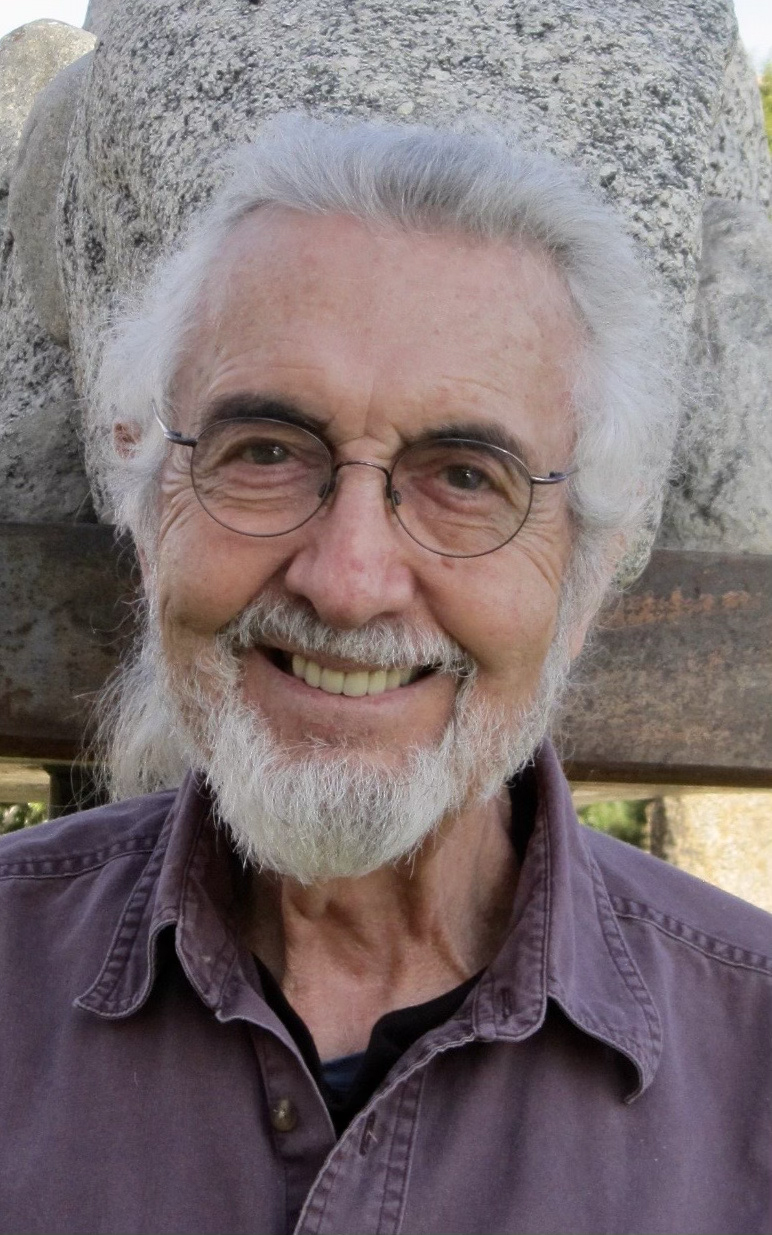
Roland Reiss in 2012

Roland Reiss (* 15. Mai 1929 in Chicago; † 13. Dezember 2020 in Los Angeles) war ein US-amerikanischer Maler und Installationskünstler.

## Leben und Werk
Roland Reiss wurde 1929 in eine Arbeiterfamilie hineingeboren. 1943 zog seine Familie nach Pomona, Kalifornien. Reiss war Hochschullehrer an der University of California, Los Angeles, der University of Colorado und der Claremont Graduate University. Er lebt in Venice (Los Angeles).
1975 stellte Reiss im Whitney Museum of American Art in New York City aus. Mit den Werken Abenteuer in der gemalten Wüste, eine Mordgeschichte (1976), Die Tanzstunden: Steptanz furiose (1978) und Sicherheit spezifisch (1980) nahm Roland Reiss an der documenta 7 in Kassel teil.
Ab 2000 malte Roland Reiss Blumenbilder.